# Disolución del Congreso Nacional de Venezuela
La disolución del Congreso Nacional fue una serie de eventos políticos y judiciales sucedidos en Venezuela tras una crisis política entre el Congreso y la Asamblea Nacional Constituyente (ANC) electa en 1999. El Congreso bicameral fue reemplazado de forma indirecta por la ANC a finales de agosto de 1999, y luego de manera directa por la Comisión Legislativa Nacional (CLN) a partir de febrero del 2000, hasta su sustitución por parte de la unicameral Asamblea Nacional (AN) en agosto de ese año.
La ANC estaba controlada por el Polo Patriótico afín al presidente Hugo Chávez, mientras que el Congreso era de mayoría adeca y copeyana, partidos tradicionales hasta entonces. Aunque el reemplazo del Congreso por la AN estaba anunciado, la transición derivó en una ruptura histórica y política tras la ingobernabilidad suscitada en 1999 debido a los desencuentros entre el oficialismo y la oposición, sumado junto a la disolución de la Corte Suprema de Justicia y su transformación en el Tribunal Supremo de Justicia (TSJ), opuesta también a la política legislativa y judicial liderada por Chávez.
La disolución se dio en dos fases: con decretos en 1999 donde la ANC despojó al Congreso de la mayoría de su poder político, impidiendo sesionar a los congresistas, y con la disolución oficial del órgano, al año siguiente. Tuvo un fuerte significado simbólico e inició un período de un año donde el Polo Patriótico, liderado por el Movimiento V República (MVR), tuvo el control de los tres poderes principales del Estado: el Ejecutivo, el Legislativo y el Judicial, hasta las elecciones parlamentarias en el 2000, un cambio total en la política bipartidista establecida desde el segundo gobierno de Rómulo Betancourt a partir de 1959; también se hicieron amplias reformas en el Estado y la crisis de gobernabilidad finalizó tras la concentración del poder legislativo en un solo poder nuevamente.
Tras los decretos iniciales en agosto de 1999, miembros de los partidos Acción Democrática y Copei denunciaron respectivamente una «dictadura» y un «golpe de Estado» (autogolpe de Estado).

## Antecedentes

Composición de la Cámara de Senadores pautada para 1999-2004.

La última vez que se había hecho una asamblea constituyente en democracia había sido en 1946, donde el partido Acción Democrática (AD), había ganado la mayoría absoluta y redactado una constitución aprobada en 1947, en un ambiente de amplia inestabilidad política.

Composición de la Cámara de Diputados pautada para 1999-2004.

Después de esto, la dictadura militar había hecho una asamblea constituyente fraudulenta en 1952, que redactó la constitución ignorando los resultados electorales y le había dado a Marcos Pérez Jiménez poder para consolidar su dictadura. Tras la llegada a la democracia, AD recuperó el poder electoral, esta vez en coalición con Copei y la URD y redactó en 1961 una nueva constitución basada en la de 1947, aprobándose sin llegar a realizar una nueva asamblea constituyente, sino a través del Congreso.
La última legislatura electa del Congreso había sido la X Legislatura, electa en 1998, donde el Movimiento V República (MVR) oficialista no era el partido mayoritario, como sí lo había sido en las elecciones presidenciales de ese año, donde ganó el exteniente coronel Hugo Chávez, y en las elecciones a la Asamblea Nacional Constituyente (ANC) en 1999, donde habían conseguido mayoría absoluta para redactar una nueva constitución.

Composición de la Asamblea Nacional Constituyente de 1999: en rojo los miembros del Polo Patriótico, afín a Chávez.

Tras el descalabre de los partidos tradicionales con los resultados de las elecciones a la ANC, donde entre AD y Copei habían conseguido sólo 1/131 curules, estos, quienes eran mayoría en el Congreso, se mostraron dispuestos a cooperar con el MVR por su reconocimiento a la voluntad popular de ese entonces. El reemplazo del Congreso por un nuevo cuerpo legislativo había sido anunciado, pero era un proceso inédito y se daba en un momento de resentimiento político hacia los partidos tradicionales. La ANC se instaló en agosto de 1999.
Desde inicios de año, el presidente Hugo Chávez había amenazado con disolver el Congreso, lo que ha sido calificado por los partidos de oposición como un golpe de Estado sin tanques. El 13 de abril de 1999 debido a creciente enfrentamiento entre el Congreso y el presidente Hugo Chávez, cerca de mil manifestantes, los grupos de apoyo a Chávez, en su mayoría con boinas rojas y con pancartas, exigieron a gritos que el bicameral Congreso fuese disuelto porque "no dejan trabajar" al nuevo jefe de Estado. Los manifestantes también pidieron la pronta aprobación de una ley especial para que el presidente obtuviese superpoderes y gobernara por decreto en asuntos económicos y sociales. Durante los hechos, el presidente de la Cámara, Henrique Capriles, recibió una bofetada de uno de los seguidores de Chávez mientras los manifestantes mantuvieron bloqueadas todas las puertas del edificio legislativo, lo que impidió el paso de los parlamentarios. Debido a estos hechos la Cámara de Diputados se vio forzada a suspender sus sesiones. La exaltación de la multitud reunida a las puertas del Palacio Federal Legislativo provocó la presencia de la Policía Metropolitana, que rodeó el edificio oficial en el que quedaron "secuestrados" los parlamentarios, periodistas y trabajadores de esas dependencias. Entre tanto, grupos de militantes de Acción Democrática amenazaron con pasar a la clandestinidad si el Congreso acabara por ser disuelto. También se reunieron en las inmediaciones del Palacio Legislativo, lo que fue calificado como una "provocación" por los dirigentes chavistas.

## Historia
El 25 de agosto de 1999 se dictó un decreto de regulación de las funciones legislativas, que declaró la cesación de las cámaras legislativas. La Comisión Delegada del Congreso no quiso reunirse para autorizar un viaje de Hugo Chávez a Panamá para la asunción presidencial de Mireya Moscoso, el 1 de septiembre de 1999, ni para aprobar los créditos solicitados por el Ejecutivo. El coronel Luis Alfonso Dávila, senador del Movimiento V República y presidente del Congreso declaró: «Si no vienen, se crea un vacío que la Asamblea debe llenar. No vamos a permitir que cuatro patoteros de Acción Democrática saboteen el proceso en marcha».
 

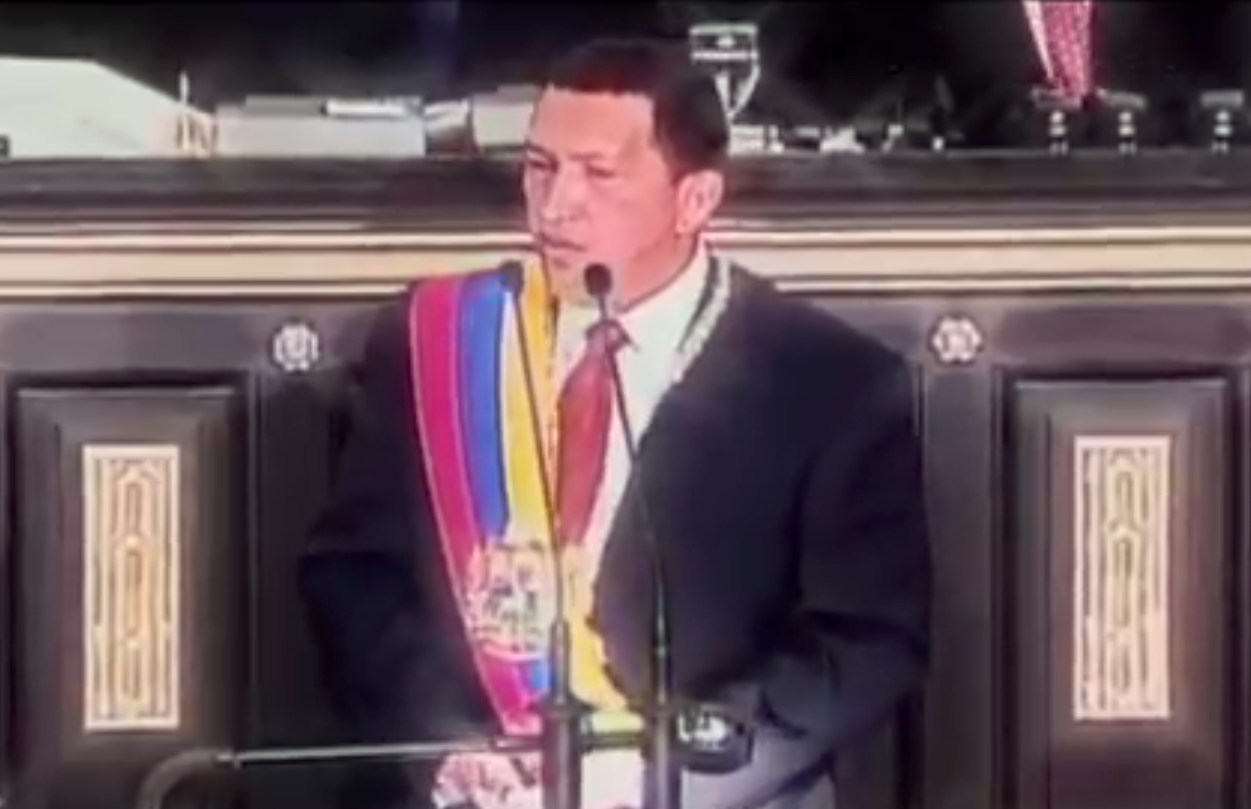
Hugo Chávez lideró el proceso en 1999.

El 29 de agosto de 1999, el presidente Chávez abrió un debate en la ANC al respecto. La ANC aprobó al día siguiente un proyecto donde se asumirían las funciones de las principales comisiones del Congreso, incluidas las comisiones especiales, cuando éstas no asumieran el ejercicio de las competencias que les correspondiesen, no ejecutaran sus funciones, retardaran o demoraran el cumplimiento de las mismas o, de alguna manera, se presumiera el no cumplimiento de esas funciones; lo que fue ampliamente calificado como un cierre técnico, quedando como el único poder legislativo con poderes amplios en la nación, lo que trajo como consecuencia un choque de poderes legal y mediático. El presidente Hugo Chávez dijo el 30 de agosto, en las puertas del Palacio de Miraflores:
«Poco a poco, la verdad se va imponiendo. El proceso genera perturbaciones y dudas, lo sé, pero está naciendo un nuevo tiempo político. A diferencia de los adecos, nacidos de un golpe de Estado, nosotros estamos haciendo un parto en democracia».
Luis Alfonso Dávila declaró que era una autodisolución del Congreso, debido a que los miembros de la comisión delegada no se presentaron para aprobar el viaje presidencial a Panamá.

## Reacciones

### En Venezuela

#### Congreso

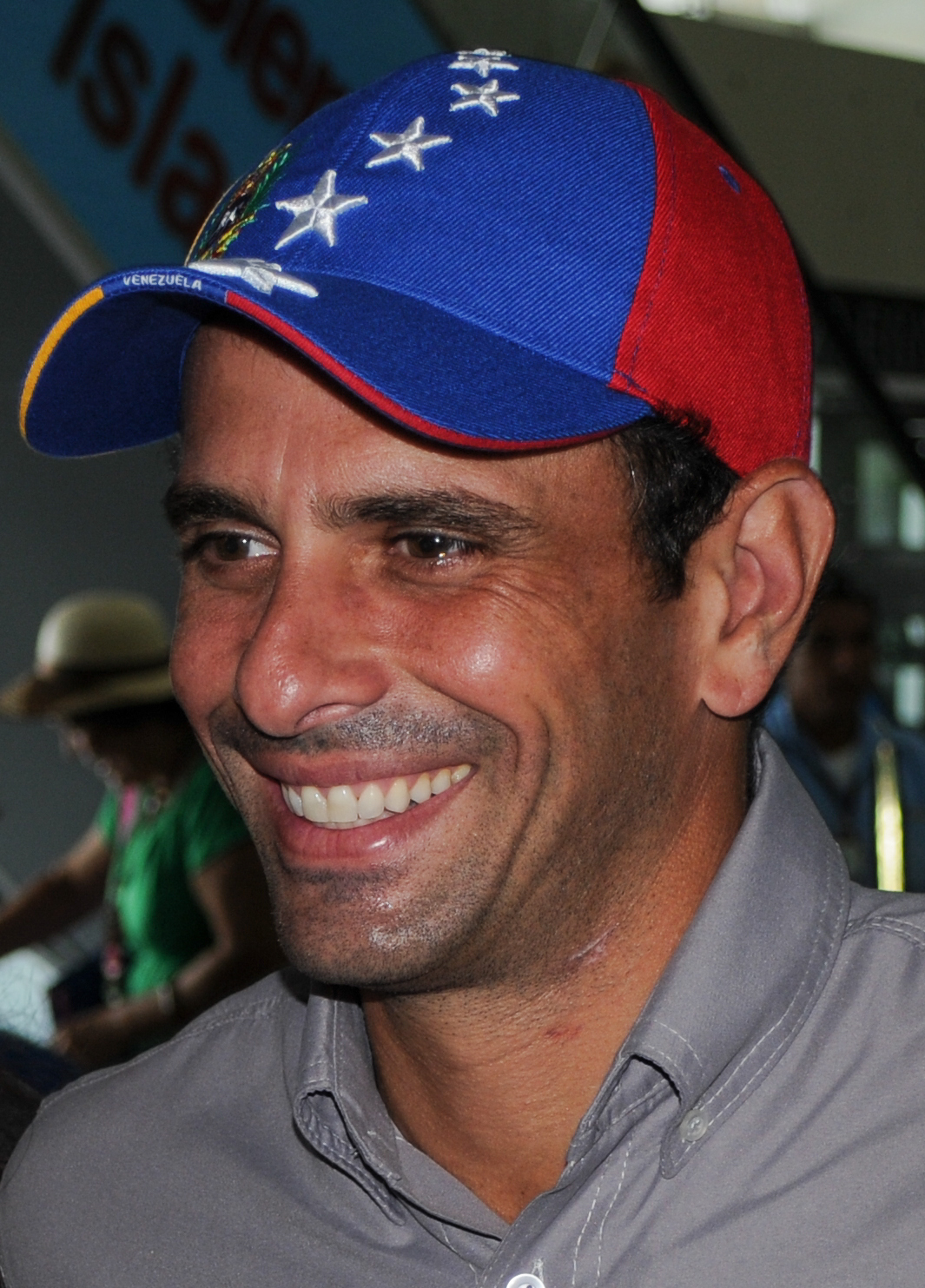
El presidente de la Cámara de Diputados, Henrique Capriles (Copei), denunció ilegalidad en los decretos promovidos por el MVR para disolver el Congreso.

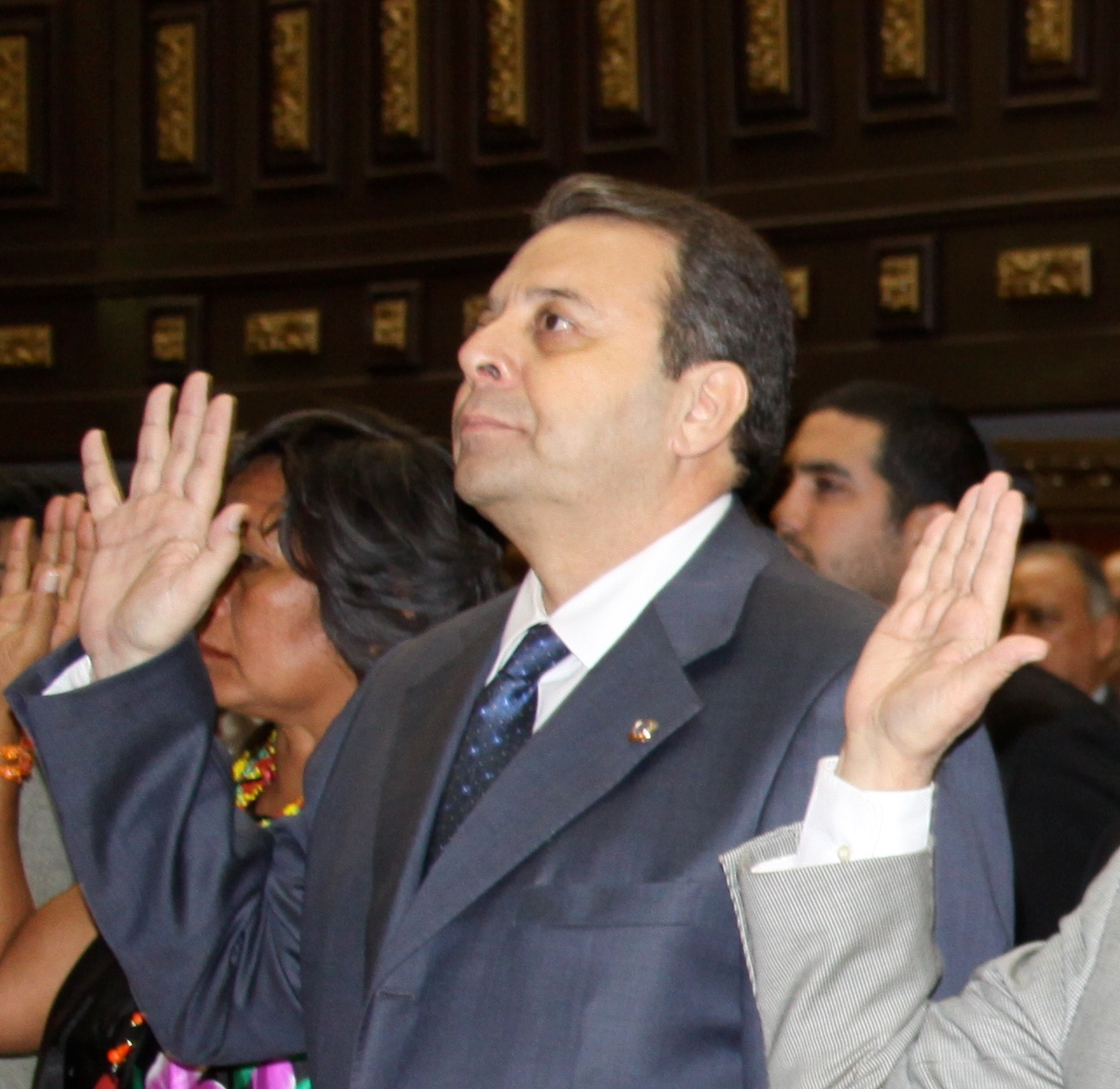
El senador Timoteo Zambrano, (AD) denunció que Venezuela se había convertido en una dictadura tras los hechos en 1999.

El presidente de la Cámara de Diputados, Henrique Capriles, declaró que el decreto de la Asamblea era ilegal e impugnó el 30 de agosto la decisión de los constituyentes ante la Corte Suprema de Justicia para que arbitrara rápidamente si la Asamblea tenía competencia o no para intervenir el Congreso.
El senador Timoteo Zambrano, secretario general de AD, declaró: «Estamos ante una dictadura que está soportada en el seno de la Asamblea».

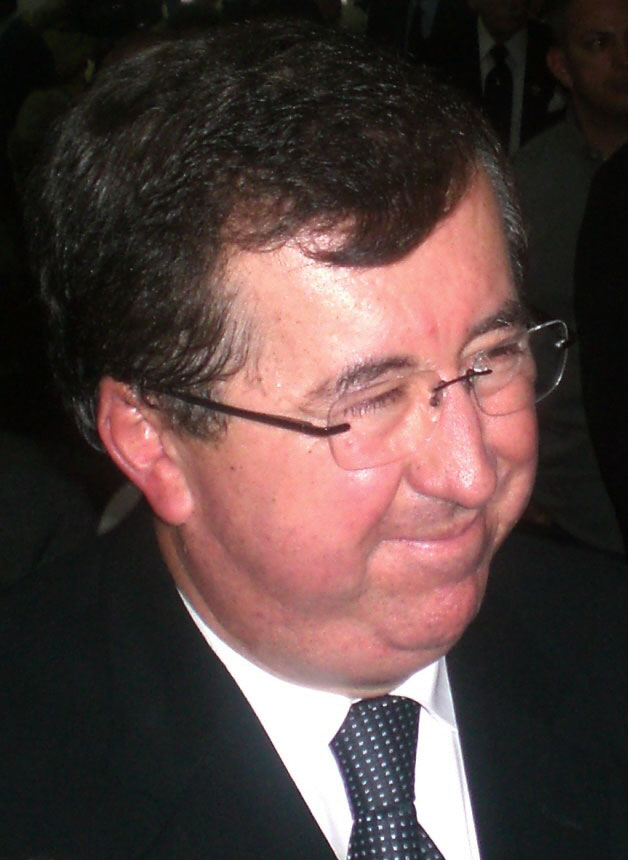
El diputado César Pérez Vivas (Copei) denunció un «golpe de Estado» (autogolpe de Estado).

César Pérez Vivas, jefe de la bancada de Copei en el Congreso denunció: «¡Es un golpe de Estado que Chávez le impone a la democracia a través de su brazo político!».

#### ANC
Hermann Escarrá, presidente de la Comisión Constitucional de la ANC declaró: «Aquí el golpe de Estado es el hambre del pueblo, el golpe de Estado es la salud del pueblo, el golpe de Estado es la corrupción».
El constituyente de oposición Jorge Olavarría durante la discusión del decreto de emergencia legislativa declaró: «Están disolviendo el Congreso y dejándolo virtualmente en calzoncillos pero dicen que está allí, que la Comisión Delegada puede legislar».
Alberto Franceschi, constituyente de Proyecto Venezuela dijo: «Déjenlo morir en paz, no se ensañen con él. Quieren regalarle una vida miserable con una Comisión Delegada que, entre otros atributos, tiene el de participar de algún traslado de restos al Panteón Nacional».

### Internacional
- Estados Unidos: El Departamento de Estado norteamericano, que dijo ver con «preocupación» el enfrentamiento entre el Congreso y la ANC.[2]